# Énekelj! 2.
Az Énekelj! 2. (eredeti cím: Sing 2) 2021-ben bemutatott egész estés amerikai 3D-s számítógépes animációs zenés film, amelynek forgatókönyvírója és rendezője Garth Jennings. A 2016-ban bemutatott Énekelj! című animációs mozifilm folytatása.
A filmet az Amerikai Egyesült Államokban 2021. december 22-én a Universal Pictures, míg Magyarországon 20 nappal korábban a UIP-Dunafilm forgalmazásában, december 2-án mutatták be a mozikban.

## Cselekmény
Az első film eseményei után Buster Moon és a többi szereplő egy új bemutatóra készülnek a színházban. Megérkezésnek Jimmy Crystal által vezetett Crystal Entertainment irodájába, ahol a banda azt a nevetséges ötletet veti fel, hogy az oroszlánrock legendáját, Clay Callowayt akarják műsorra tűzni.

## Szereplők
| Szereplő           | Eredeti hang        | Magyar hang          |
| ------------------ | ------------------- | -------------------- |
| Buster Moon        | Matthew McConaughey | Nagy Ervin           |
| Rosita             | Reese Witherspoon   | Zsigmond Tamara      |
| Ash                | Scarlett Johansson  | Gubik Petra          |
| Johnny             | Taron Egerton       | Tasnádi Bence        |
| Meena              | Tori Kelly          | Litkey Blanka        |
| Günter             | Nick Kroll          | Mészáros Máté        |
| Jimmy Crystal      | Bobby Cannavale     | Pál András           |
| Porsha Crystal     | Halsey              | Rudolf Szonja        |
| Alfonso            | Pharrell Williams   | Hamvas Dániel        |
| Norman             | Nick Offerman       | Rába Roland          |
| Nooshy             | Letitia Wright      | Szilágyi Csenge      |
| Darius             | Eric André          | Szabó Győző          |
| Suki               | Chelsea Peretti     | Nemes Takách Kata    |
| Clay Calloway      | Bono                | Dörner György        |
| Miss Crawly        | Garth Jennings      | Esztergályos Cecília |
| Nana               | Jennifer Saunders   | Tordai Teri          |
| Klaus Kickenklober | Adam Buxton         | Hirtling István      |
| Linda Le Bon       | Julia Davis         | Erdős Borcsa         |
| Big Daddy          | Peter Serafinowicz  | Schneider Zoltán     |

További magyar hangok: Albert Péter, Bak Julianna, Bartók László, Bognár Anna, Elek Ferenc, Fehér Péter, Fehérvári Benedek, Fehérváry Márton, Gáspár András, Gémes Antos, Hám Bertalan, Hegedűs Johanna, Hegedűs Miklós, Kapácsy Miklós, Kelemen Kata, Kereki Anna, Király Adrián, Kossuth Gábor, Kovács András Bátor, Lipcsey Colini Borbála, Mészáros András, Mikes Zsüliett, Mohácsi Nóra, Papucsek Vilmos, Pásztor Tibor, Seder Gábor, Szórádi Erika, Tabák Kata, Téglás Judit, Tóth Péter Ákos, Turi Bálint, Vadócz Máté, Zöld Csaba

## Filmzene
Számcím, (előadó)
- 1, Your Song Saved My Life (U2)
- 2, Let's Go Crazy (Tori Kelly & Taron Egerton & Reese Witherspoon & Nick Kroll)
- 3, Can't Feel My Face (Kiana Ledé)
- 4, Heads Will Roll (Scarlett Johansson)
- 5, Sing 2 Audition Medley (Énekelj! 2 szereplők)
- 6, Where the Streets Have No Name (Tori Kelly & Taron Egerton & Scarlett Johansson & Reese Witherspoon & Nick Kroll)
- 7, There's Nothing Holdin' Me Back (Taron Egerton & Tori Kelly)
- 8, Suéltate (From Sing 2) (Sam I & Anitta & BIA & Jarina De Marco)
- 9, Stuck In A Moment You Can't Get Out Of (Scarlett Johansson)
- 10, Soy Yo (Énekelj! 2 Mix) (Bomba Estéro)
- 11, A Sky Full of Stars (Taron Egerton)
- 12, Could Have Been Me (Halsey)
- 13, I Say A Little Prayer (Tori Kelly & Pharrell Williams)
- 14, Break Free (Reese Witherspoon & Nick Kroll)
- 15, I Still Haven't Found What I'm Looking For (Scarlett Johansson & Bono)
- 16, Tippy Toes (Bónusz zene) (feat. DSCOSTU) (Adam Buxton & Fancy Feelings)
- 17, Christmas (Baby Please Come Home) (Bónusz zene) [feat. Scarlett Johansson & Taron Egerton & Reese Witherspoon & Tori Kelly] (Keke Palmer)[3]